# Chusquea talamancensis
Chusquea talamancensis är en gräsart som beskrevs av Widmer och Lynn G. Clark. Chusquea talamancensis ingår i släktet Chusquea och familjen gräs.
Artens utbredningsområde är Costa Rica. Inga underarter finns listade i Catalogue of Life.